# Acontia mala
Acontia mala là một loài bướm đêm trong họ Noctuidae.